# جورج كارفر كليرك
جورج كارفر كليرك، 29 يوليو 1931 - 2 مايو 2019، كان عالمًا بالنبات وأمراض النبات من غانا. عمل بروفيسورًا، ولاحقًا بروفيسورًا فخريًا، في جامعة غانا، ليغون، إذ ركّز في أبحاثه على علمَي الفطريات والبيئة في غرب أفريقيا. يُعد كليرك، إلى جانب ألبرت لاينغ المعاصر له، من أوائل من مارسوا علم النبات في غانا باستخدام منهج علمي، إضافةً إلى دوره الكبير في تطوير علم أمراض النبات في غرب أفريقيا. أصبح كليرك عام 1973 زميلًا في أكاديمية غانا للفنون والعلوم.

## النشأة وعائلته
وُلد جورج كليرك في 29 يوليو 1931 في مدينة أكرا، مستعمرة ساحل الذهب الإنكليزية. كان والده كارل هنري كليرك، مُحاضرًا وصحفيًا وقسًا بروتستانتيًا. أما والدته، مارثا فكانت من منطقة لا وغا-ماشي. درس والده العلوم الزراعية في جامعة توسكيغي، وسمّى ولده باسم عالم النباتات الأمريكي جورج واشنطن كارفر الذي درس أبحاثه في الجامعة، متوقعًا مسار ابنه المهني بوصفه عالم نباتات هو الآخر.
ينتمي جورج سي كليرك إلى عائلة كليرك ذات التاريخ العريق والمؤثر في تاريخ غانا. كان جده الكبير من جهة والده، ألكساندر وورثي كليرك، معلمًا جامايكيًا وصل عام 1843 لمحمية كريستيانبيرغ الدنماركية المعروفة اليوم بأوسو في أكرا بوصفه واحدًا من 24 كاريبيًا وظفهم المجتمع الإنجيلي التبشيري في بازل. شارك إيه دبليو كليرك بتأسيس مدرسة داخلية متوسطة للبنين سُميت مدرسة ساليم عام 1843. كانت جدته الكبرى من جهة أبيه، باولين هيسه، من ساحل الذهب وكانت من خلفية أفرو-أوروبية. عمته الكبرى، ريجينا هيسه، كانت معلمة مؤثرة في عصرها. جده هو نيكولاس تيموثي كليرك، كان عالم لاهوت وأول كاهن في الكنيسة البريسبيتارية في ساحل الذهب 1918 - 1932 وكذلك شارك بتأسيس المدرسة الإعدادية البريسبيتارية عام 1938. جدته، آنا أليس ماير، كانت أيضًا من خلفية أفرو-أوروبية.
عمه، ثيودور إس كليرك، كان أول مهندس معماري من غانا وصمّم مدينة وميناء تيما. عمّتا جورج كليرك هما جاين إي كليرك، واحدة من الأشخاص المؤثرين في النظام التعليمي بغانا، وماتيلدا جاي كليرك، ثاني طبيبة في غانا درست الطب منهجًا علميًا. أما الدبلوماسي والمستشار الرئاسي باولين إم كليرك، فقد كان ابن عمه، وكذلك كان الطبيب النفسي والمتخصص في طب النوم ألكساندر أدو كليرك. عمه الأكبر، إيمانويل تشارلز كويست، كان محاميًا وقاضيًا وأصبح أول رئيس أفريقي للمجلس القضائي ما بين عامي 1949 و1951 وكان متحدثًا باسم التجمع الوطني لساحل الذهب 1951 - 1957 ومتحدثًا باسم التجمع الوطني لغانا مارس - نوفمبر 1957. أما خاله نيي أما أولينو فقد كان أيضًا قاضيًا، وانتُخِب متحدثًا باسم برلمان غانا فترة الجمهورية الثانية.

## تعليمه
كان جورج سي كليرك تلميذًا في المدرسة الابتدائية البريسبيتارية في سومانيا وأوسو. حضر بعدها في مدرسة ساليم المتوسطة للبنين، ثم أكمل تعليمه الثانوي في المدرسة الإعدادية البريسبيتارية، التي كانت تقع آنذاك في أودوماسي - كروبو. حصل كليرك على البكالوريوس في علم النبات من جامعة ساحل الذهب بدرجة الامتياز وحصل على جائزة أفضل طالب في علم النبات من جامعة لندن، التي كانت عندئذ الجامعة الأم لجامعة ساحل الذهب. حصل كليرك على زمالة بحثية في جامعتي لندن وبريستول، ثم سنة 1963 حصل على درجة الدكتوراه في علم النبات مع اختصاص فرعي في الفطريات من كلية لندن الإمبراطورية، حيث كتب أطروحته حول الأبواغ اللا جنسية للفطريات الطفيلية التي تنمو على أجساد الحشرات. كان عالم الفطريات البريطاني مايكل فرانسيس مادلين المشرف على رسالته للدكتوراه، إذ كان واحدًا من أوائل الباحثين المتخصصين بالفطريات الحرشفية والعفن. كذلك أشرف عالم أمراض النبات الشهير رونالد كأرسليك ستار وود على أبحاثه في لندن.

## مهنته
قبل أن يبدأ دراساته العليا، درّس كليرك علم الأحياء في كلية بريمبيه مدة ثلاث سنوات في أواخر خمسينيات القرن الماضي، وعمل مشرفًا مساعدًا في السكن الجامعي هناك. عمل خلال تلك الفترة محاضِرًا بعلم الرياضيات لطلبة التعليم المستمر. عمل باحثًا في قسم النباتات في وزارة الزراعة. عُيّن لاحقًا أستاذًا لعلم النباتات في جامعة غانا، ليغون عام 1964. عمل في أثناء تدريسه في جامعة غانا مشرفًا على قاعة أكوافو 1979-1980 وهي القاعة ذاتها التي عاش فيها كليرك حين كان طالبًا. عمل رئيس قسم وعميدًا للدراسات العليا بالجامعة.
ألّف كليرك أكثر من 250 ورقة علمية خضعت لمراجعة الأقران، منها مقالات وفصول وكتب دراسية مقررة ونسخ أولية لمقاييس بعض الاختبارات الدولية. أثّرت مؤلفات كليرك المتقدمة عن أمراض النبات في غانا وغرب أفريقيا في السياسات العامة المتعلقة بنمو النباتات، كما حدث مع تجربته لاستكشاف المسبب المرضي الفطري لمرض البذور السوداء الذي يصيب حبوب الكاكاو. أصبح كليرك عام 1973 زميلًا في أكاديمية غانا للفنون والعلوم، الوحيد المنتخب ذلك العام. نُشر كتاب جورج كليرك المهم، المحاصيل وأمراضها في غانا عام 1974 ما أدى إلى حصوله على جائزة غانا للكتاب عام 1982. حصل جورج سي كليرك على منحة فولبرايت في جامعة كاليفورنيا، ريفرسايد عام 1972-1973. كان أيضًا أستاذًا زائرًا في جامعتي أحمدو بيلو ولاغوس في نيجيريا. تقلّد كليرك منصب عميد العلوم في جامعة بورت هاركورت في منتصف ثمانينيات القرن الماضي.
عمل رئيسًا للجنة الطاقة الذرية في غانا 1996-1998 مع زميلته الأكاديمية ماريان أيوراما آدي، أول بروفيسور أنثى في العلوم الطبيعية من غانا. كان كليرك خبيرًا وعالم أحياء ومستشارًا لصالح مجلس غرب أفريقيا للفحوص والتدقيق. عمل كذلك مفتشًا خارجيًا ومساعدًا في مؤسسات أخرى للتعليم العالي. كان كليرك ممثلًا إقليميًا لاتحاد الجامعات الأفريقية. شغل عدة مناصب أخرى في منظمات كبرى مثل مؤسسة بحوث الكاكاو في غانا ومجلس البحث العلمي والصناعي ولجنة اليونسكو الوطنية في غانا ومؤسسة البحوث المائية المعروفة سابقًا باسم مؤسسة الأحياء المائية.

## حياته الشخصية
كان جورج سي كليرك متزوجًا وله ست أولاد هم جوديث وجورج الصغير ونيكولاس وثيودور ودانيال ودينا. كان أيضًا عازف بيانو متمرسًا. أخوه الكبير كان نيكولاس تي كليرك (1930-2012) الرئيس السابق لمؤسسة غانا للإدارة والمشاريع العامة.

## وفاته
توفّي جورج كليرك في مدينة أكرا في مايو 2019 بعد مرض قصير. أقيمت جنازته في كنيسة قاعة أكوافو في حرم جامعة غانا، ليغون قبل أن يُدفن في مقبرة أوسو في مدينة أكرا.

## الجوائز والتكريمات
- منحة فولبرايت الدراسية (1972)[21]
- جائزة غانا للكتاب (1982)[21]